# Marston
Pour les articles homonymes, voir Marston (homonymie).
Marston est une municipalité de canton dans Le Granit, en Estrie, au Québec (Canada).

## Toponymie
« Nombre de lieux estriens sont identifiés à l'aide de dénominations de sources anglaises et il en va ainsi pour un canton proclamé en 1866 et une municipalité établie sept ans plus tard à l'ouest de Lac-Mégantic, près de Milan. Ce nom évoque probablement le village anglais de Marston Moor, sis à 10 km à l'ouest de York, dans le Yorkshire (Angleterre) ».

## Histoire

### Chronologie
- 1er janvier 1874 : Érection du canton de Marston.

## Géographie
Marston est à l'ouest du lac Mégantic. Elle est traversée par la route 263.
Son territoire comprend le hameau de Marsboro.

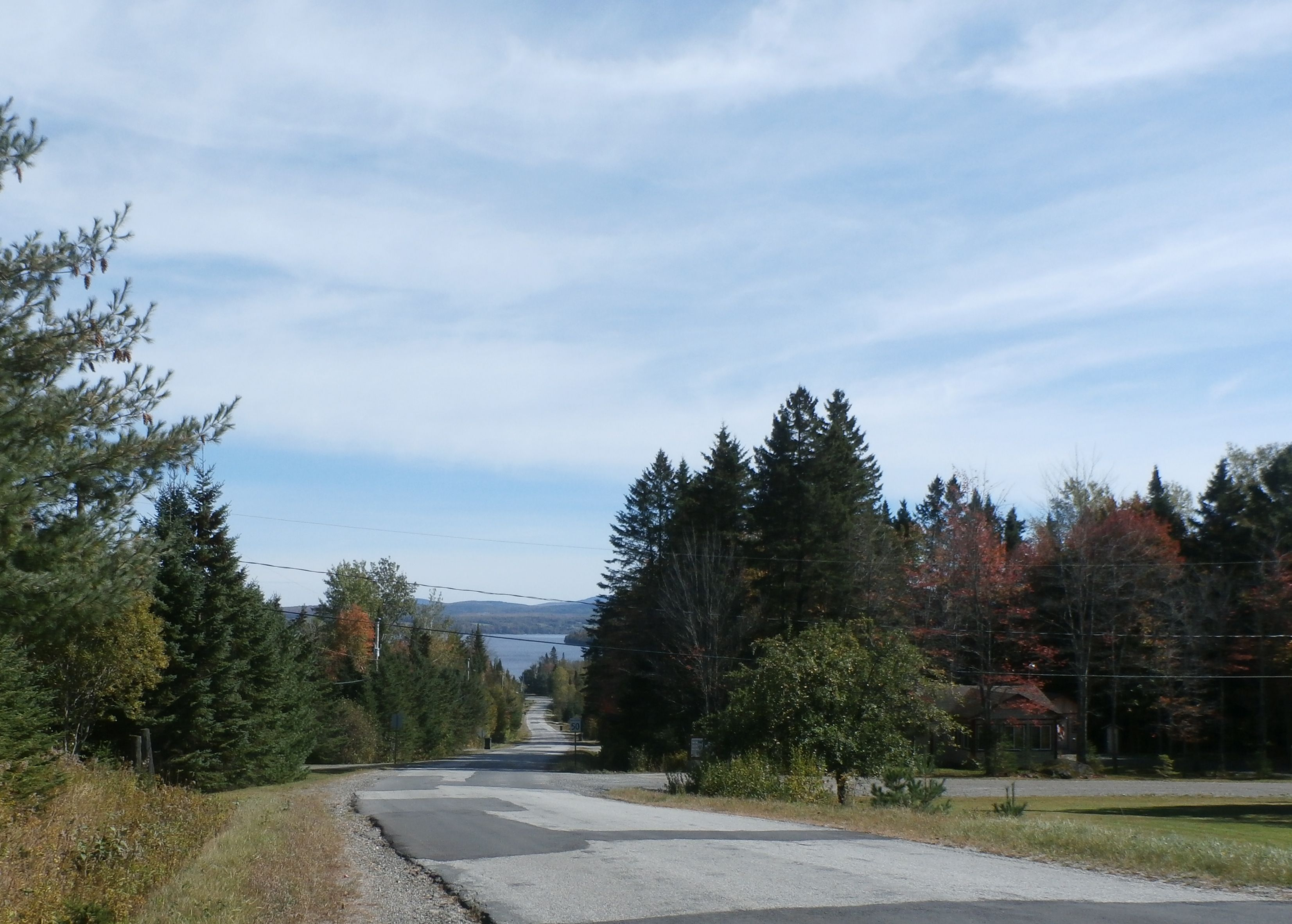
Chemin de la Baie-Victoria vers le Lac Mégantic

## Démographie
| 1996 | 2001 | 2006 | 2011 | 2016 | 2021 |
| ---- | ---- | ---- | ---- | ---- | ---- |
| 595  | 623  | 683  | 662  | 705  | 777  |

## Administration
Les élections municipales se font en bloc pour le maire et les six conseillers.
| Marston Maires depuis 2005                                                                                           |                        |                       |          |
| Élection | Maire                  | Qualité               | Résultat |
| 2005 | Jacques Lalonde        |                       | Voir     |
| 2009 | Jacques Martin         |                       | Voir     |
| 2013 | Paul Henri Guillemette |                       | Voir     |
| 2016 | Claude Roy             | Pro-maire (2016-2017) | Voir     |
| 2017 | Claude Roy             | Pro-maire (2016-2017) | Voir     |
| 2021 | Claude Roy             | Pro-maire (2016-2017) | Voir     |
| Élection partielle en italique Depuis 2005, les élections sont simultanées dans toutes les municipalités québécoises |                        |                       |          |

## Attraits
- Lac Mégantic
- Route des Sommets[4]